# Uncharted: The Lost Legacy
Uncharted: The Lost Legacy (в России издаётся под названием «Uncharted: Утраченное наследие») — компьютерная игра в жанре action-adventure с видом от третьего лица, разработанная студией Naughty Dog и изданная Sony Interactive Entertainment. Первоначально The Lost Legacy задумывался как загружаемое дополнение к игре Uncharted 4: A Thief’s End, однако позже перерос в самостоятельный проект. Сюжет игры является спин-оффом, он повествует о Хлое Фрейзер и её напарнице Надин Росс, которые отправляются в Западную Индию на поиски Бивня Ганеши. Выход игры состоялся 22 августа 2017 года. 9 сентября 2021 года был анонсирован выход игры на PlayStation 5 и Windows.

## Сюжет
История начинается в индийском городке на рынке, где Хлоя Фрейзер ищет возможность перебраться на транспорте через мост в оккупированную часть города. После осуществления данной цели героине предстоит путешествие по злачным частям города, чтобы попасть на встречу с Надин Росс на крыше одного из зданий.
После встречи с Надин Росс предстоит долгое путешествие по крышам домов с целью попасть в кабинет главного антагониста игры — Асава, где хранится древний артефакт — диск для поиска Бивня Ганеши (индуистского бога мудрости и благополучия). После кражи диска Хлоя и Надин должны избавиться от погони, ловко бегая по крышам города, стараясь добраться до реки где их ждет заготовленный транспорт.
Получив древний диск, главные герои отправляются в джунгли, чтобы найти следы древней цивилизации и попасть в город Халибиду.
Самая большая локация в игре. Основная цель Хлои и Надин — добраться до трех крепостей: Крепость Парашурамы (лук и стрелы), Крепость Шивы (топор), Крепость Ганеши (трезубец). В каждой из крепостей расположены головоломки, которые требуется пройти, чтобы пробраться к огромным вратам.
После прохождения через огромные каменные ворота необходимо добраться до статуи Ганеши.
Когда Надин наблюдает за Асавом и его людьми, она находит у него в заложниках Сэма Дрейка (они приходились друг другу врагами в четвёртой части). Она обвиняет Хлою во лжи, и та ей сознаётся, что главной причиной их путешествия был Сэм, который попал сюда из-за неё.
Героини позже сами попадают в плен, но спустя некоторое время сбегают вместе с Сэмюэлем Дрейком. Они идут по пятам Асава, чтобы забрать бивень Ганеша, который он собирается продать. После того как Асав продал бивень сотруднику ЧВК которым прежде руководила Надин в обмен на сверхмощную бомбу, которая должна была прибыть на поезде в город, герои понимают, что их долг сделать всё, что в их силах. После попадания на поезд (с изменённым маршрутом) Хлоя и Надин вступают в финальную схватку с Асавом, того впоследствии придавило бомбой — и он взрывается, падая с моста. Сэм приходит вовремя и спасает их обеих.
После завершения этого эпического приключения, они мирно сидят и обсуждают планы на ближайшее будущее.

## Отзывы и награды
| Сводный рейтинг       | Сводный рейтинг |
| Агрегатор             | Оценка          |
| --------------------- | --------------- |
| GameRankings          | 85,46 %         |
| Metacritic            | 84/100          |
| Иноязычные издания    |                 |
| Издание               | Оценка          |
| Destructoid           | 9/10            |
| EGM                   | 8,5/10          |
| Game Informer         | 9/10            |
| GameRevolution        | [ 7 ]           |
| GameSpot              | 9/10            |
| GamesRadar+           | [ 9 ]           |
| IGN                   | 7,5/10          |
| Polygon               | 8,5/10          |
| VideoGamer            | 7/10            |
| Русскоязычные издания |                 |
| Издание               | Оценка          |
| «Игры Mail.ru»        | 7/10            |